# Phare arrière de Baileys Harbor

Le phare arrière de Baileys Harbor (en anglais : Baileys Harbor Range Lights), est un phare du lac Michigan situé à Baileys Harbor dans le Comté de Door, Wisconsin.
Ce phare est inscrit au Registre national des lieux historiques depuis le 21 septembre 1989 sous le n° 89001466 .

## Historique
Le phare arrière forme une paire de feux d'alignement avec le phare avant de Baileys Harbor,
qui ont remplacé le phare de Baileys Harbor en 1870. Ils sont espacés d'environ 300 mètres et alignés pour guider les bateaux en toute sécurité dans le port. Ils ont été désactivés de 1969 à 2015 et sont désormais des feux privés.
Ils font actuellement partis de la réserve naturelle The Ridges Sanctuary (en), qui est inscrite sur la liste du National Natural Landmark au Wisconsin. Les terrains peuvent être visités et des visites guidées sont proposées pendant les hautes saisons touristiques.
Après 1969, la Garde côtière a retiré l'équipement d'éclairage des bâtiments d'origine et les a remplacés par un seul feu directionnel sur la plage. En 1990, The Ridges Sanctuary a pris possession des bâtiments pour les restaurer. Achevé au cours des années 1990, les deux bâtiments ont été recâblés pour fournir de l'électricité aux lampes. Deux tours à claire-voie avaient été mises en service jusqu'en 2015, date à laquelle les feux d'alignement d'origine ont été remis en service comme aide privée à la navigation.
Le site est ouvert et les visites de la maison sont disponibles tous les jours de 11 h à 14 h, de juin à la mi-octobre.

## Description
Le phare arière est une lanterne carrée montée sur le toit d'une maison de gardien  de 9 m de haut. Le bâtiment est peint en blanc et les toits sont rouges..
Il émet, à une hauteur focale de 11 m, une lumière rouge continue. Sa portée n'est pas connue.

Identifiant : ARLHS : USA-027 ; USCG :  7-21229 .

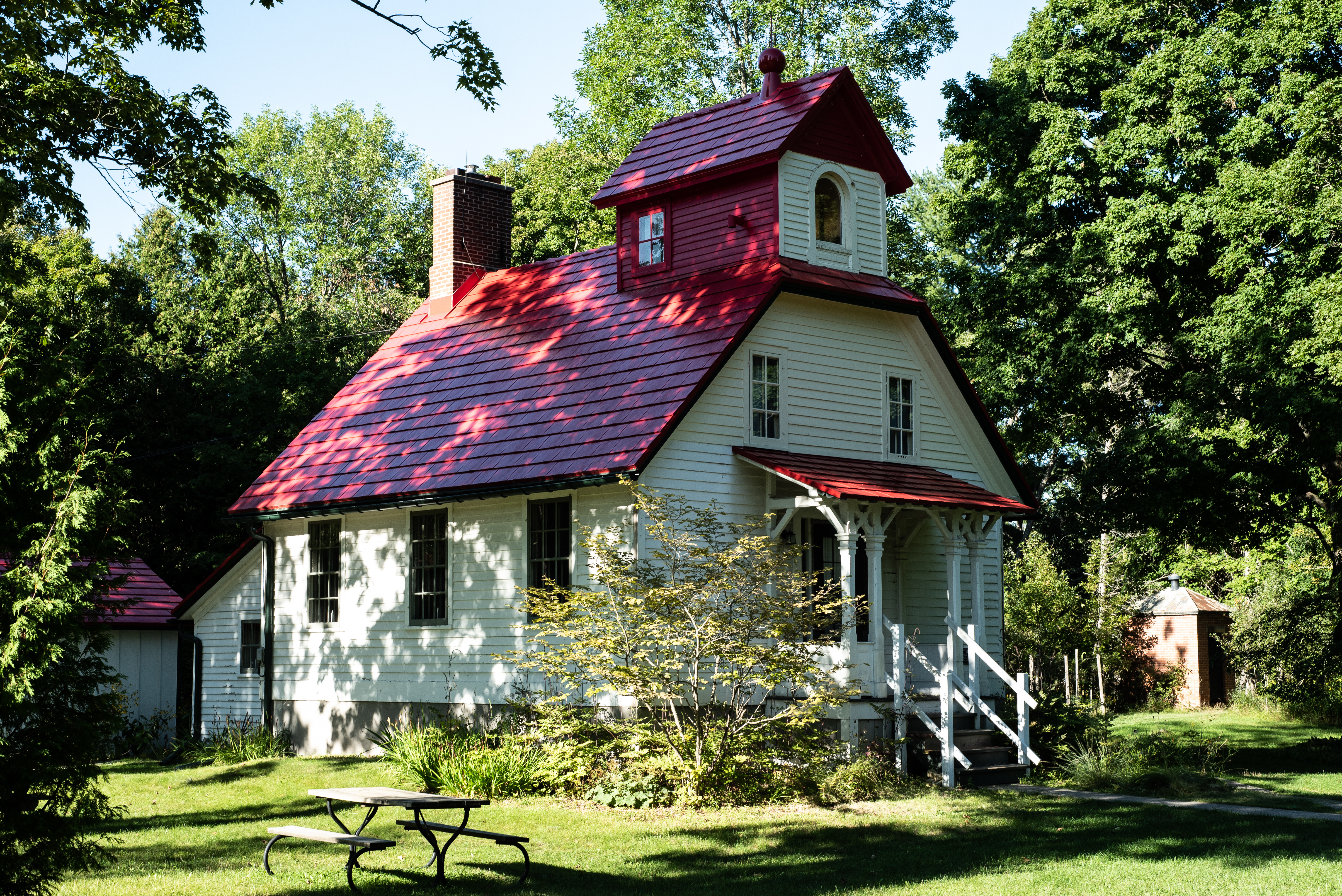
Feu arrière
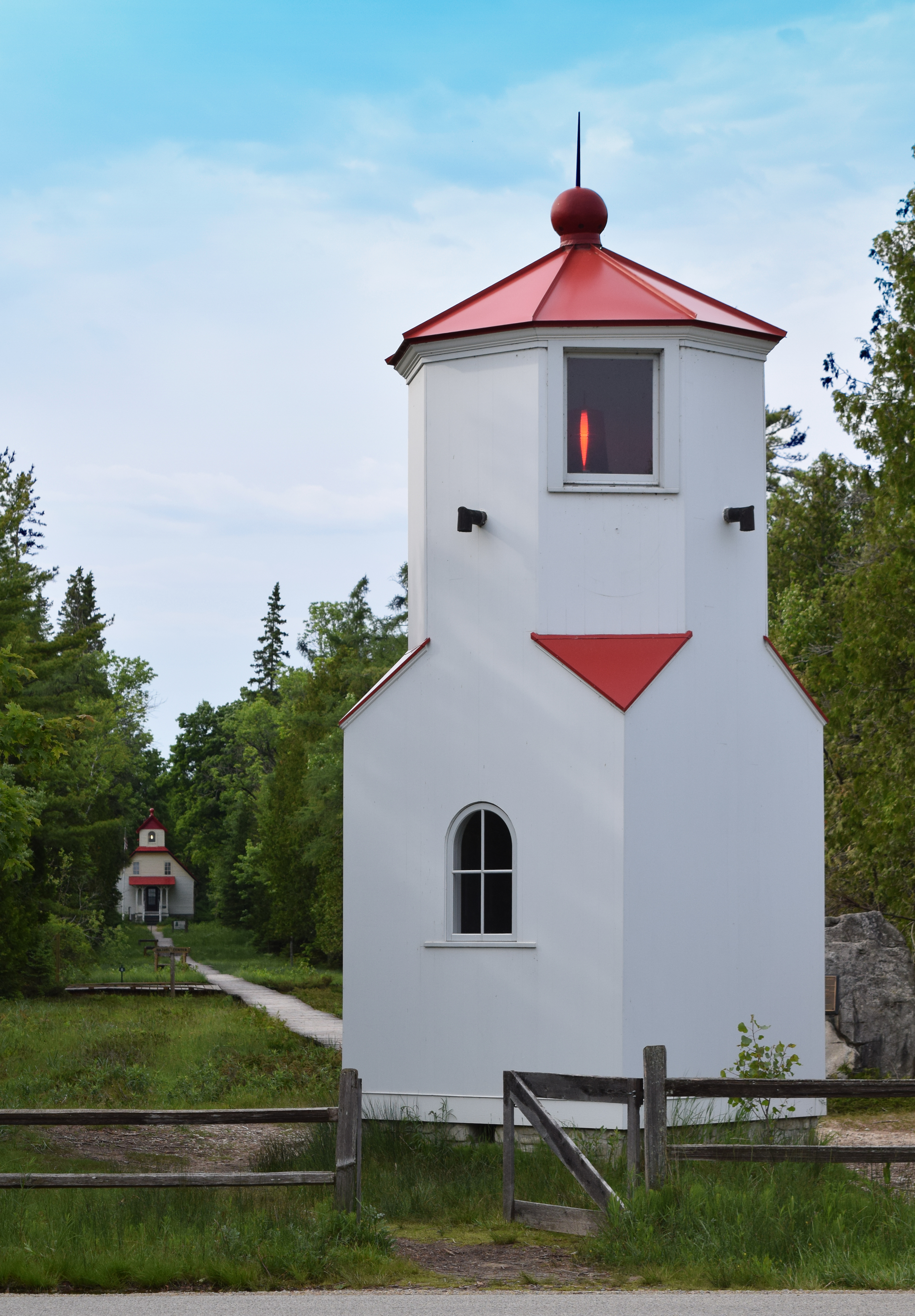
Feu avant

### Lien connexe
- Liste des phares du Wisconsin